# Mizque
Mizque est une ville et une municipalité du département de Cochabamba en Bolivie, et le chef-lieu de la province de Mizque. Sa population s'élève à 26 900 habitants lors du recensement de 2012.
Mizque est située dans la vallée du río Mizque, un affluent du río Grande à environ 2 000 mètres d'altitude. La capitale du département, Cochabamba, se situe à environ 160 kilomètres par voie routière. 

## Démographie
Le tableau suivant présente l'évolution démographique de la municipalité. 
|              | 2001   | 2012   | 2022 |
| ------------ | ------ | ------ | ---- |
| Ville        | 2 677  | -      | -    |
| Municipalité | 26 659 | 26 900 | -    |

## Galerie

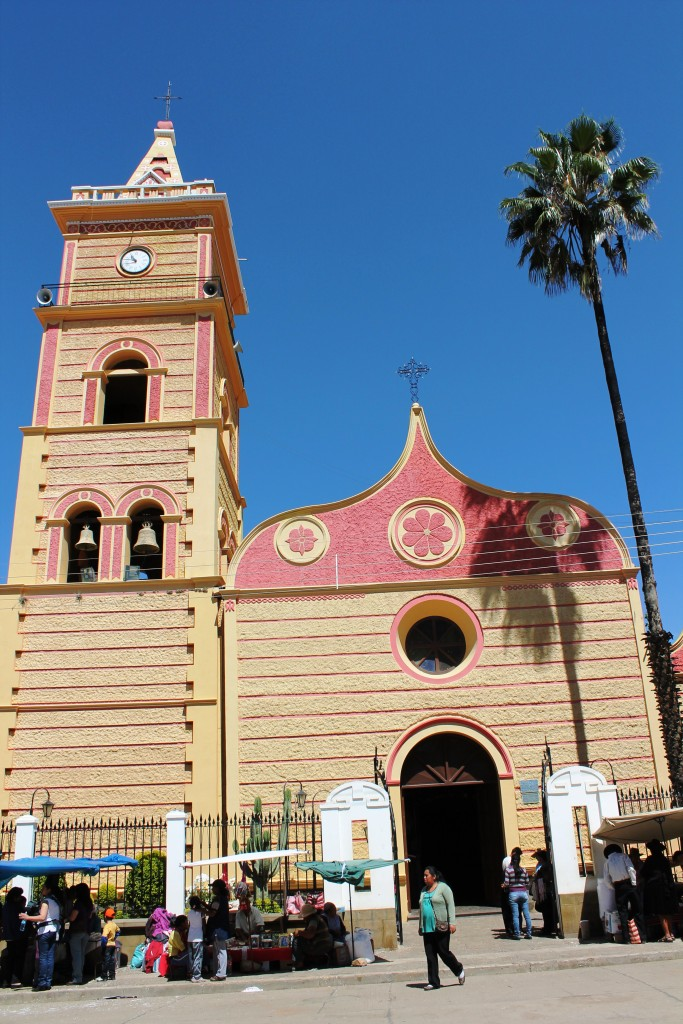
Temple de Mizque.
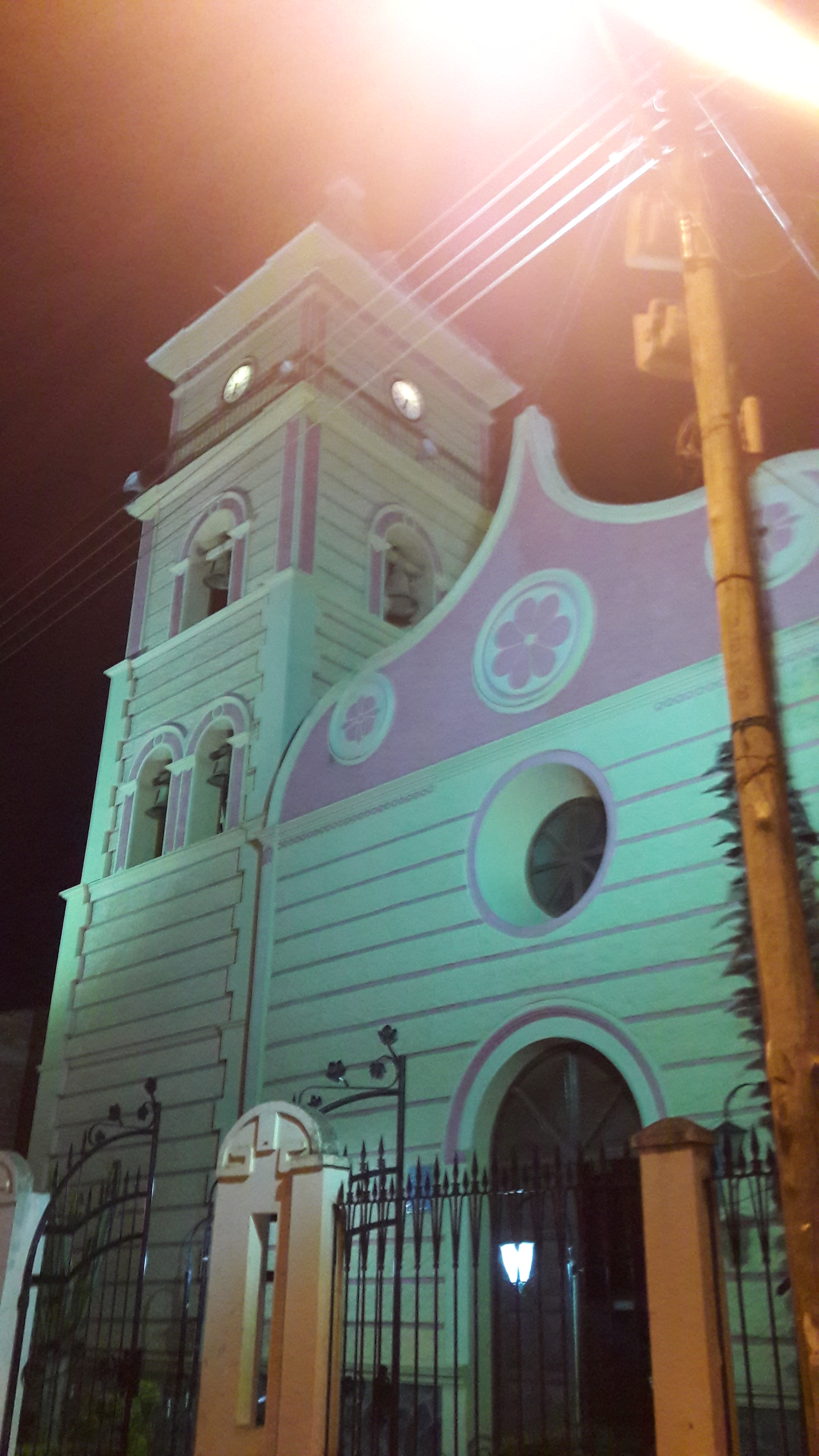
Temple de Mizque.